# Arcinella californica
Arcinella californica is een tweekleppigensoort uit de familie van de Chamidae. De wetenschappelijke naam van de soort is voor het eerst geldig gepubliceerd in 1903 door Dall.